# جاسينتو جواو
جاسينتو جواو (بالبرتغالية: Jacinto João‏) (25 يناير 1944 في أنغولا - 29 أكتوبر 2004 في البرتغال) هو لاعب كرة قدم برتغالي في مركز الوسط. شارك مع منتخب البرتغال لكرة القدم. أما مع النوادي، فقد لعب مع جمعية بورتوغيزا الرياضية ونادي فيتوريا سيتوبال.

## وصلات خارجية
- جاسينتو جواو على موقع الاتحاد الأوربي (الإنجليزية)
- جاسينتو جواو على موقع قاعدة بيانات كرة القدم.إي يو (الإنجليزية)
- جاسينتو جواو على موقع ناشيونال فوتبول تيمز (الإنجليزية)